# Брисюк Ярослав Володимирович
Ярослав Володимирович Брисюк (14 травня 1975, Київ, Українська РСР, СРСР) — український дипломат. Тимчасовий повірений у справах України в Сполучених Штатах Америки.

## Біографія
Народився 14 травня 1975 в Києві. У 1997 році закінчив Інститут міжнародних відносин Київського державного університету імені Тараса Шевченка.
Проходив стажування у коледжі Девідсон (англ. Davidson College, Північна Кароліна, США) (1993—1994).
Навчався на юридичному факультеті Університету Темпл (Temple University School of Law, Філадельфія, США) (1999—2002), за спеціалізацією у сфері міжнародного права, у 2002 році отримав диплом Juris Doctor.
У 2000—2001 рр. — працював у Верховному суді штату Нью-Джерсі.
У 2001—2004 рр. — був адвокатом в юридичній фірмі Marks & Sokolov, LLC, у місті Філадельфія.
З 04.2004 по 07.2005 — працював на посадах другого, першого секретаря відділу США та Канади Другого територіального управління Міністерства закордонних справ України.
З 07.2005 по 01.2006 — начальник відділу США і Канади Другого територіального управління Міністерства закордонних справ України.
У 2006—2008 рр. — працював на посаді першого секретаря з політичних питань Посольства України в Канаді.
У 2009—2011 рр. — очолював відділ США і Канади (Перший Північноамериканський відділ) Другого територіального Департаменту МЗС України.
З 11.2011 по 12.2012 рр. — радник Посольства України в США.
З 12.2012 по 04.2015 рр. — радник-посланник Посольства України в США, заступника Глави місії.
З 25.04.2015 р. — Тимчасовий повірений у справах України в Сполучених Штатах Америки.
Директор Третього територіального департаменту Міністерства закордонних справ України.

## Дипломатичний ранг
- Надзвичайний і Повноважний Посланник 2 класу.